# Sobrado (arquitetura)

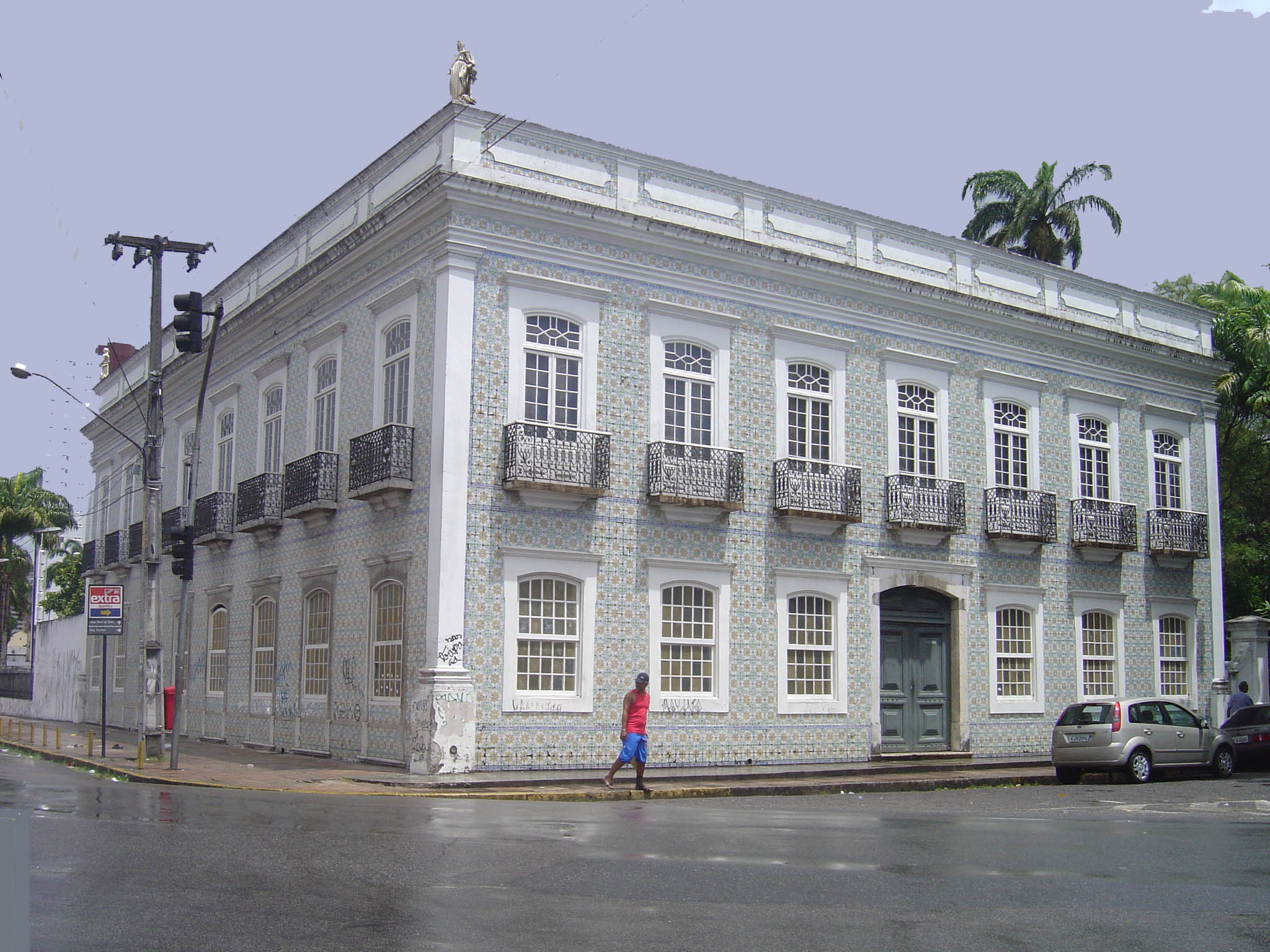
Sobrado da Madalena, Recife.

Um sobrado é um tipo de edificação constituída por dois ou mais andares e com relativamente grande área construída. Na época do Brasil Colônia os sobrados eram as residências dos senhores nas cidades e marcaram o início de uma tímida urbanização do Brasil. No período anterior, o antagonismo existia entre a casa-grande e a senzala, enquanto aos sobrados se opunham os mucambos, que eram residências das camadas mais pobres da sociedade. A expressão surgiu de forma natural a partir dos sobrados construídos nas cidades mineiras (especialmente durante o ciclo do ouro), normalmente caracterizadas por uma topografia tipicamente chamada de "mar de morros": as construções eram realizadas a partir do nível mais alto da rua, de forma que "sobrava" um espaço sob o piso principal da edificação. Com o tempo, este nível inferior passou a ser considerado o piso térreo, vindo a caracterizar os "sobrados".
Atualmente, dá-se o nome de sobrado a qualquer residência com mais de um piso, podendo ser até mesmo uma locação comercial.